# Wiesław Wysocki
Wiesław Jan Wysocki (ur. 18 czerwca 1950 w Łowiczu) – polski historyk, profesor nauk humanistycznych, nauczyciel akademicki, działacz społeczny.

## Życiorys
Syn Zdzisława i Aliny. W 1974 ukończył studia teologiczne na Katolickim Uniwersytecie Lubelskim, w 1978 studia polonistyczne na Uniwersytecie Łódzkim. W 1981 otrzymał stopień doktora teologii, w 1994 stopień doktora habilitowanego na Akademii Teologii Katolickiej w Warszawie. W 2003 otrzymał tytuł naukowy profesora. Specjalizuje się w biografistyce najnowszej, historii najnowszej Polski, historii powszechnej w czasach nowożytnych, historii wojskowości. Jest wiceprezesem Towarzystwa im. Stanisława ze Skarbimierza oraz członkiem zarządu Towarzystwa Miłośników Historii. Objął funkcję kierownika Katedry Historii Najnowszej Uniwersytetu Kardynała Stefana Wyszyńskiego. Do końca września 2008 był dziekanem Wydziału Nauk Historycznych i Społecznych UKSW. Wykładał także w Wyższej Szkole Służby Społecznej im. ks. Franciszka Blachnickiego w Suwałkach. Od 2007 członek Rady Fundatorów Fundacji „Żołnierzy Wyklętych”. Od 2008 wiceprezes Światowej Rady Badań nad Polonią (d. Rada Porozumiewawcza Badań nad Polonią).
W latach 80. należał do podziemnych struktur NSZZ „Solidarność”. Przewodniczył Komitetowi Obywatelskiemu „Solidarności” w Łowiczu. W latach 90. był członkiem zarządu fundacji „Poległym i Pomordowanym na Wschodzie”, a także zastępcą kierownika Urzędu ds. Kombatantów i Osób Represjonowanych w randze podsekretarza stanu. W latach 1990–1992 kierował również pracami Rady Ochrony Pamięci Walk i Męczeństwa jako jej sekretarz generalny. W wyborach 1991 bez powodzenia ubiegał się o mandat parlamentarzysty z ramienia Porozumienia Centrum.  W 2012 objął funkcję prezesa zarządu Fundacji Józefa Szaniawskiego.
W styczniu 2020 minister kultury i dziedzictwa narodowego Piotr Gliński powołał go na przewodniczącego Rady Muzeum – Dom Rodziny Pileckich w Ostrowi Mazowieckiej. Na Zjeździe ŚZŻAK na początku października 2021 r. historyk został wybrany wiceprezesem Światowego Związku Żołnierzy Armii Krajowej (kadencja 2021-2024).
Zasiadał w radzie Muzeum Wojska Polskiego. W latach 2018–2024 był jej przewodniczącym. 22 lutego 2024 wraz z dr. hab. Sławomirem Cenckiewiczem zrezygnował z zasiadania w tej radzie. Decyzja ta była wyrazem sprzeciwu wobec powołania na stanowisko dyrektora tej instytucji generała Bogusława Packa.
Wszedł w skład komitetu wspierającego kandydaturę Karola Nawrockiego na prezydenta RP w wyborach w 2025.

## Odznaczenia i wyróżnienia

### Ordery i odznaczenia państwowe
- Krzyż Komandorski Orderu Odrodzenia Polski za wybitne zasługi w propagowaniu idei patriotycznych i kultywowaniu historii Polski, za działalność na rzecz przemian demokratycznych w Polsce (2022)[14]
- Krzyż Oficerski Orderu Odrodzenia Polski za wybitne zasługi w pielęgnowaniu pamięci o najnowszej historii Polski, za działalność kombatancką i społeczn (2017)[15][16]
- Krzyż Kawalerski Orderu Odrodzenia Polski za wybitne zasługi w upowszechnianiu wiedzy o najnowszej historii Polski (2009)[17][18]
- Krzyż Wolności i Solidarności a zasługi w działalności na rzecz niepodległości i suwerenności Polski oraz respektowania praw człowieka w Polskiej Rzeczypospolitej Ludowej (2013)[19]
- Złoty Krzyż Zasługi (2004)[20]
- Srebrny Krzyż Zasługi (1997)[21]
- Medal Stulecia Odzyskanej Niepodległości za zasługi dla Niepodległej (2022)[22]

### Odznaczenia resortowe
- Medal Komisji Edukacji Narodowej,
- Złoty Medal „Za zasługi dla obronności kraju”,
- Złoty Medal Opiekuna Miejsc Pamięci Narodowej,
- Medal „Pro Memoria”,
- Medal 100-lecia ustanowienia Sztabu Generalnego Wojska Polskiego (2018)[23]
- Złoty Medal Reipublicae Memoriae Meritum (2024)[24]

### Pozostałe wyróżnienia
- Honorowy obywatel miasta stołecznego Warszawy (2002)[25]
- Honorowy Obywatel Łowicza (2006)[26]
- Tytuł „Kustosza Tradycji, Chwały i Sławy Oręża Polskiego” (2009)
- Krzyż „Zasłużony dla ZKRPiBWP”,
- Krzyż Honoru Związku Legionistów Polskich,
- Krzyż Zasługi Związku Piłsudczyków,
- Krzyż Pamiątkowy 3 Dywizji Strzelców Karpackich,
- Krzyż Sybiraków,
- Medal Katyński,
- Medal Dziedzictwa Kresów Wschodnich,
- Medal Pamięci Ofiar Katynia (Fundacja „Golgota Wschodu” ks. Zdzisława Jastrzębca-Peszkowskiego),
- Krzyż Wielki z Gwiazdą i Komandoria Orderu Św. Stanisława (odzn. prywatne),
- Krzyż Św. Wiktorii Pro Ecclesiae Lovicensis[27],
- w styczniu 2010 Klub Jagielloński im. Św. Kazimierza przyznał mu wyróżnienie dla historyków zajmujących się dziejami najnowszymi w ostatnim 20-leciu[28],
- w 2010 otrzymał Medal Polonia Mater Nostra Est od Społecznej Fundacji Pamięci Narodu Polskiego oraz Medal Pamiątkowy „Pro Masovia”[29],
- 3 stycznia 2012 wyróżniony tytułem Łowiczanina Roku 2011.

## Publikacje
- Bóg na nieludzkiej ziemi: życie religijne w hitlerowskich obozach koncentracyjnych (Oświęcim – Majdanek – Stutthof)  (1982), Warszawa, PAX
- Zbudź człowieka gdziekolwiek na ziemi...  (1984), Niepokalanów, Wyd. Ojców Franciszkanów
- Cień Zawiszy: ostatnie lata marszałka Edwarda Śmigłego-Rydza (1987), Warszawa, Antyk
- O. [Ojciec] Anicet z Frydlądu – kapucyn 1875–1941 : studium biograficzne (1992), Niepokalanów, Wyd. Ojców Franciszkanów
- Starzyńscy w Łowiczu: (studium z dziejów oświaty łowickiej w dobie strajku szkolnego)  (1993), Łowicz, ŁTPN
- Rotmistrz Pilecki (1994), Warszawa, Gryf
- Leksykon prasy łowickiej  (1997), Łowicz, AP:SSS
- Edward Śmigły-Rydz: malarz i poeta (1997), Warszawa, Rytm
- Sławków w latach okupacji hitlerowskiej 1939–1945 (1984), Katowice, Śląski Instytut Naukowy (wraz z Longinem Rosikoniem)
- Biskup Władysław Bandurski  (1997), Pruszków, Ajaks (wraz z Andrzejem Żakiem)
- Niepodległość była nagrodą: polski wysiłek zbrojny w latach 1914–1921 (1999), Warszawa, Vipart
- August Emil Fieldorf (2000), Warszawa: DIG
- Osaczanie Prymasa: Kardynał Stefan Wyszyński jako „podopieczny” aparatu bezpieczeństwa w latach 1953–1956 (2002), Warszawa, Rytm
- Powstanie Warszawskie 1944 (2002), Warszawa, Ministerstwo Obrony Narodowej. Departament Wychowania i Promocji Obronności
- Marszałek Edward Śmigły-Rydz portret naczelnego wodza (2009), Pruszków, Vipart
- Bohater spod Ossowa Ks. mjr Ignacy Skorupka 1893–1920 (2010), Warszawa, Oficyna Wydawnicza „Rytm”
- Rotmistrz Witold Pilecki 1901–1948 (2012), Warszawa, Oficyna Wydawnicza „Rytm”